# Esposizione Universale di Roma
Esposizione Universale di Roma (italienisch, „Weltausstellung Rom“) ist der Name eines ab 1938 im Süden Roms errichteten neuen Stadtviertels, der meist nur in seiner Kurzform EUR, in Rom üblich Eur (Aussprache: [ɛ:ur]), Verwendung findet. In EUR sollte nach dem Willen Mussolinis die Weltausstellung 1942 unter dem Motto einer Olimpiade delle Civiltà (Olympiade der Kulturen) stattfinden. Die Projektbezeichnung lautete E42 (Esposizione 1942) und bezog damit neben der Weltausstellung auch das 20-jährige Jubiläum der faschistischen Machtergreifung mit ein, der turnusgemäße Termin der Weltausstellung 1941 war dazu auf Bitten Mussolinis um ein Jahr verschoben worden. Das Viertel bildet heute das Quartiere XXXII. Europa im Stadtbezirk IX. EUR.

## Geschichte
Nach einer intensiven Planungsphase konnte Marcello Piacentini im Jahr 1938 das definitive Projekt präsentieren. Städtebaulich verbindet es das historische Zentrum Roms über die Via Cristoforo Colombo mit dem Meer bei Ostia und entsprach damit der faschistischen Direktive „Rom ans Meer“. Der Grundriss ist von der klassischen römischen Stadtplanung mit Cardo und Decumanus geprägt und ordnet an den Schnittpunkten von Haupt- und Nebenachsen zentrale Monumentalbauten an, die teilweise durch Wettbewerbe an andere Architekten vergeben wurden. Im Gegensatz zu früheren Weltausstellungs-Arealen sollten die zentralen Bauten der E42 nach dem Ende der Ausstellung nicht abgetragen werden, sondern den Kern einer neuen Stadtanlage bilden. Sie wurden daher mit hohem architektonischem Anspruch und Aufwand aus repräsentativen Materialien wie Marmor und Travertin errichtet. Die Architektur von E42 ist geprägt vom Spannungsfeld zwischen dem dominanten neoklassischen Stil der Scuola Romana um Marcello Piacentini und dem Razionalismo etwa eines Adalberto Libera, die mitunter stark auf die römische Baukunst der Antike zurückgreifen, zugleich aber auch Elemente der Pittura metafisica aufweisen.
Bis 1942 wurde an EUR gebaut, der Kriegseintritt Italiens und das Ende der faschistischen Regierung 1943 führten zum Ende des Projektes und der Bautätigkeit. Nach 1951 erfolgte die Vollendung unter veränderten städtebaulichen Zielsetzungen. So entstand im Süden der Hauptachse zur Olympiade 1960 der Palazzo dello Sport von Pier Luigi Nervi und Piacentini, auf den Fundamenten des großen Theaters an der Piazza Imperiale erhebt sich heute der Grattacielo Italia. EUR erhielt bereits 1955 eine Metro-Anbindung nach Termini und wurde zu einem Verwaltungszentrum und teuren Wohnviertel.

## Wichtige Bauten

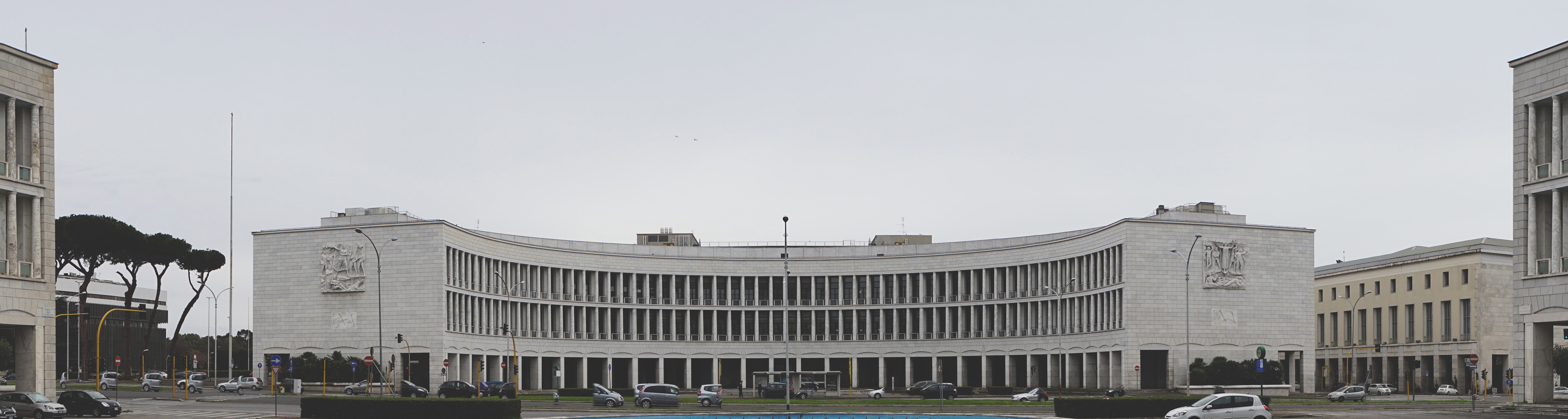
Palazzo dell’INA in EUR

Das bekannteste Bauwerk in EUR ist der Palazzo della Civiltà Italiana (Palast der italienischen Zivilisation, auch Palazzo della Civiltà del Lavoro oder Colosseo quadrato in Anspielung auf das Kolosseum), der ursprünglich eine Ausstellung über die Geschichte der italienischen Zivilisation bis hin zum Faschismus beherbergen sollte.
Weitere zentrale Bauwerke der ersten Bauphase:
- Palazzo dei Ricevimenti e Congressi (Kongresspalast) von Adalberto Libera
- Archivio Centrale dello Stato (Staatsarchiv) von Mario De Renzi und Gino Pollini
- Museo della Civiltà Romana von Pietro Aschieri
- Chiesa dei Santi Pietro e Paolo von Arnaldo Foschini
- Stele für Guglielmo Marconi von Arturo Dazzi

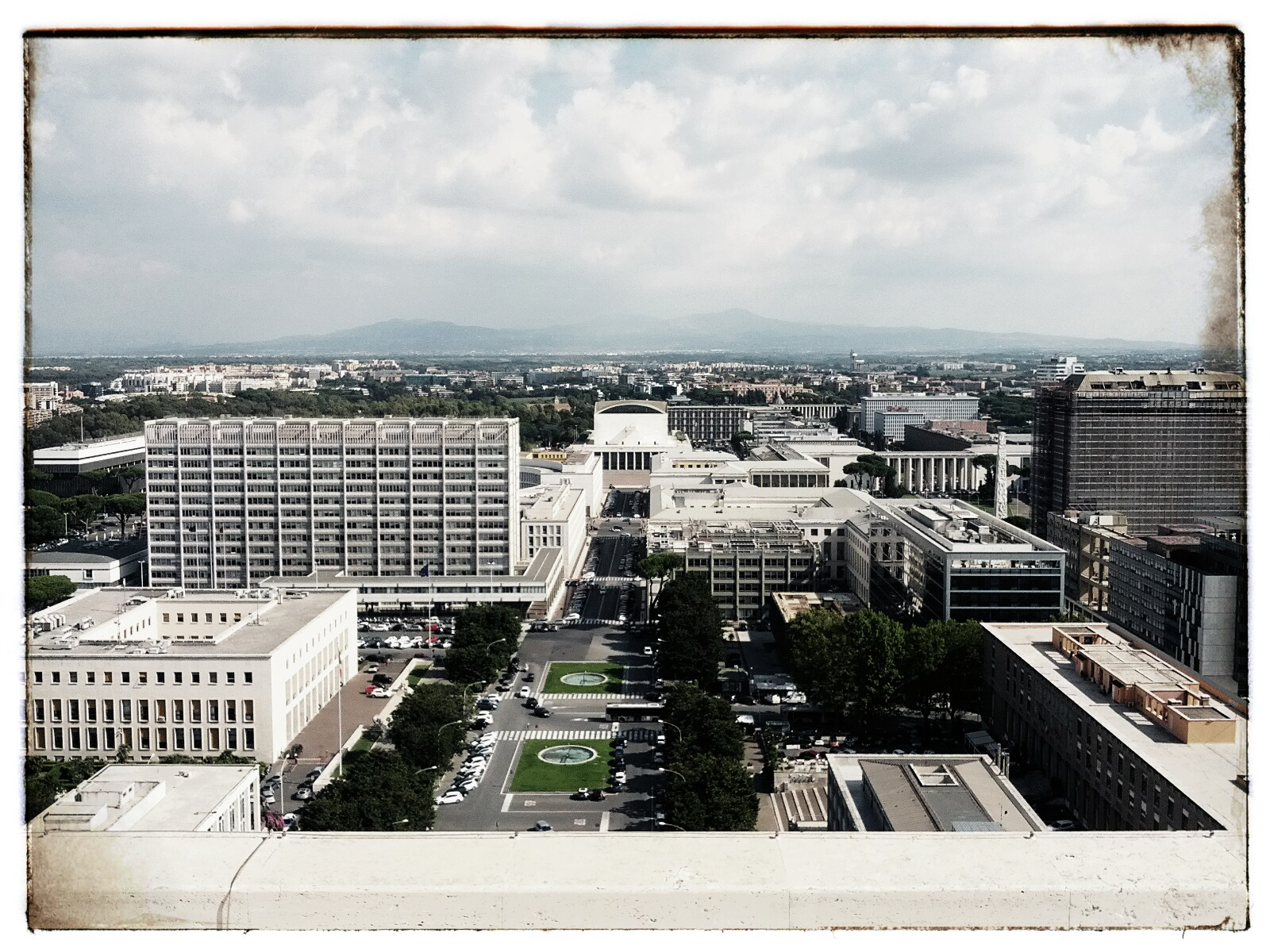
Viale della Civiltà del Lavoro mit Blick auf den Palazzo dei Ricevimenti e dei Congressi
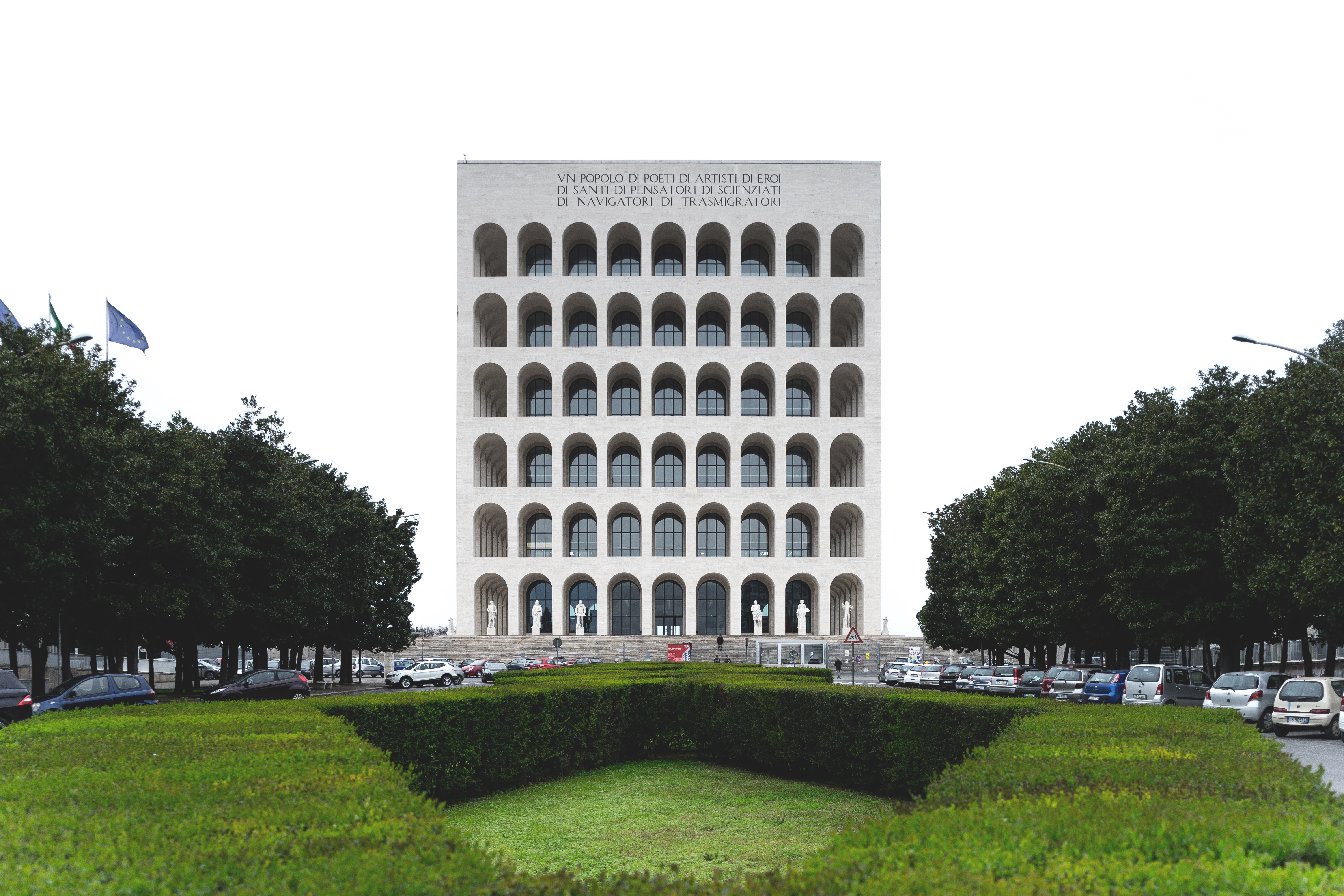
Palazzo della Civiltà Italiana
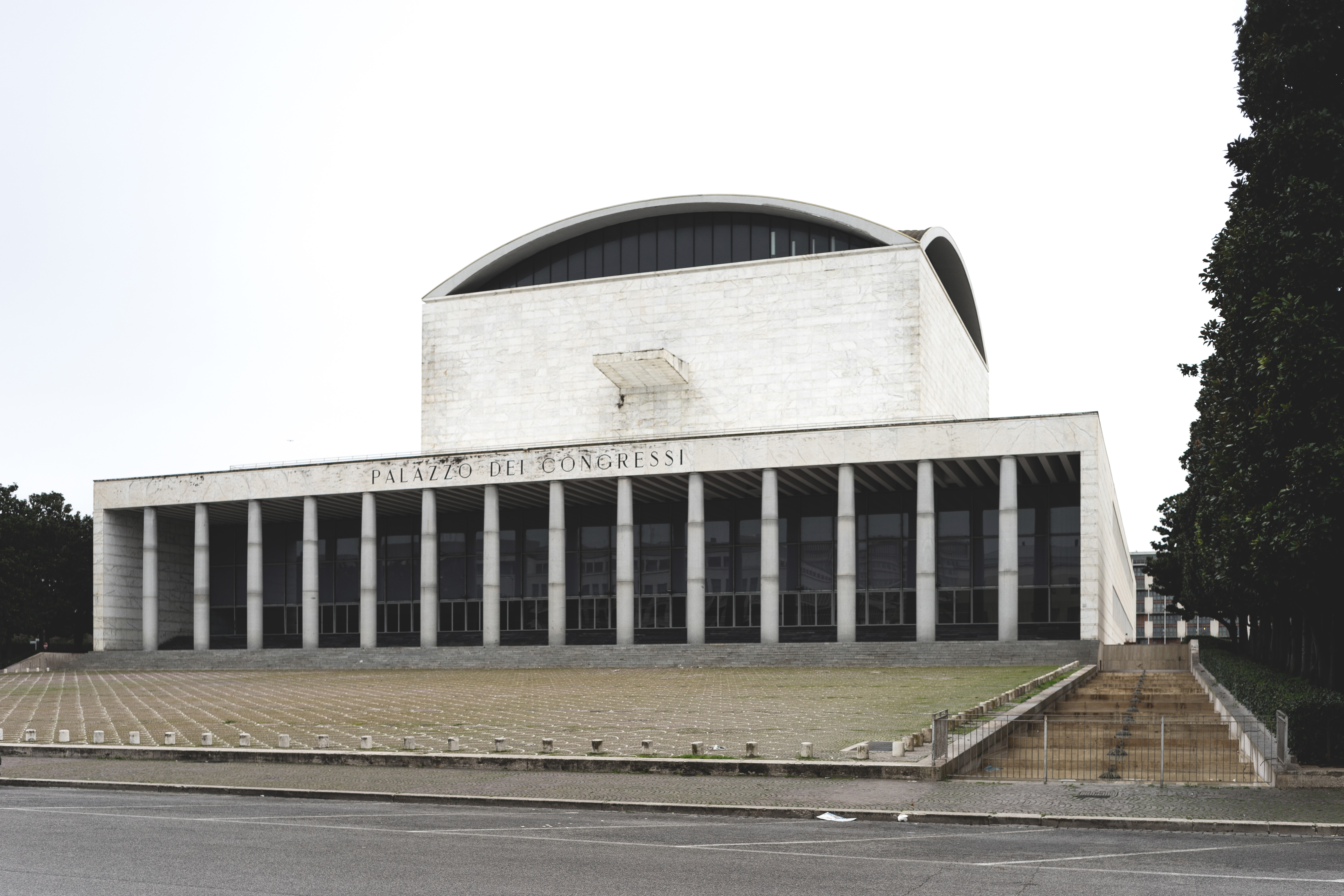
Palazzo dei Ricevimenti e Congressi
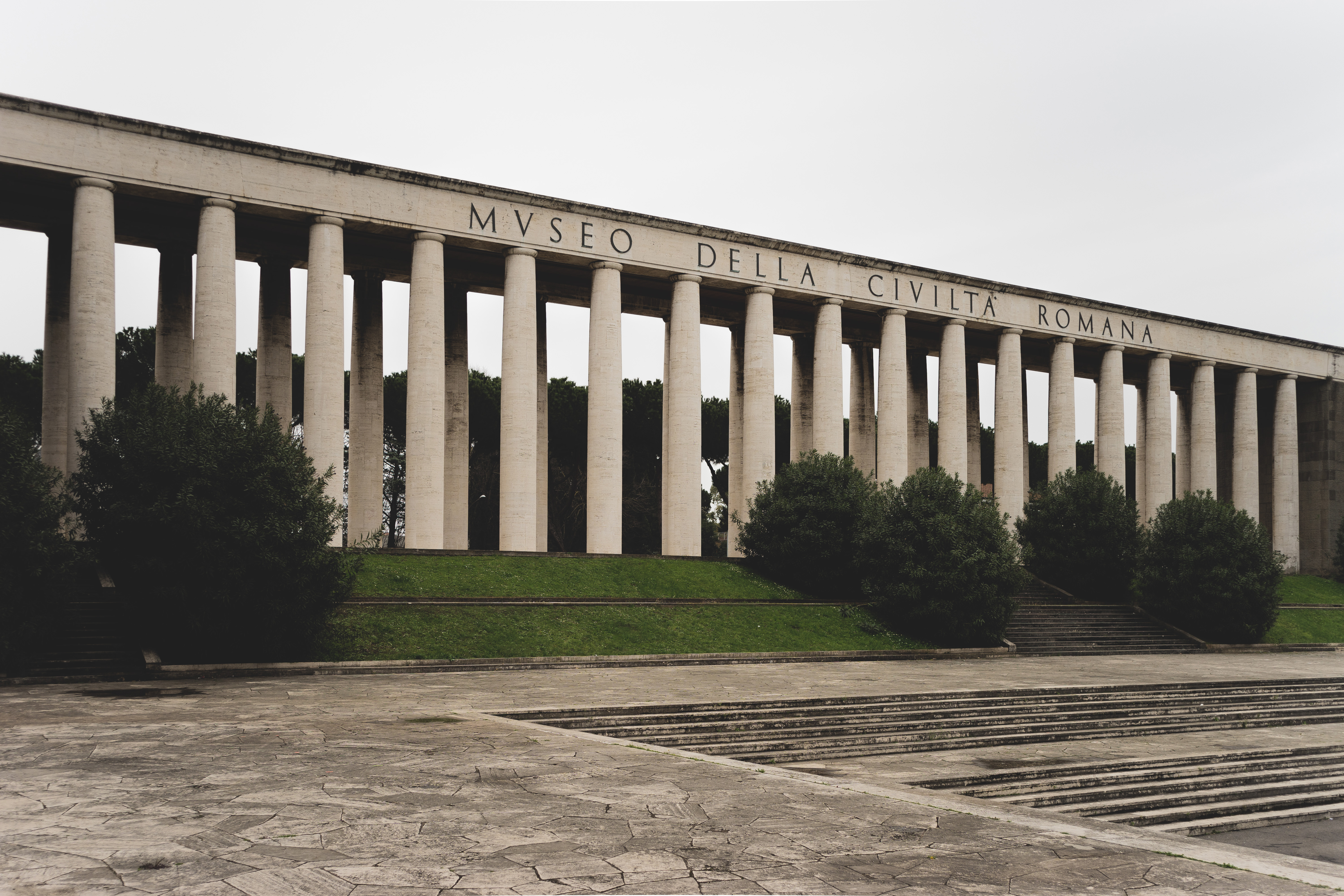
Museo della Civiltà Romana
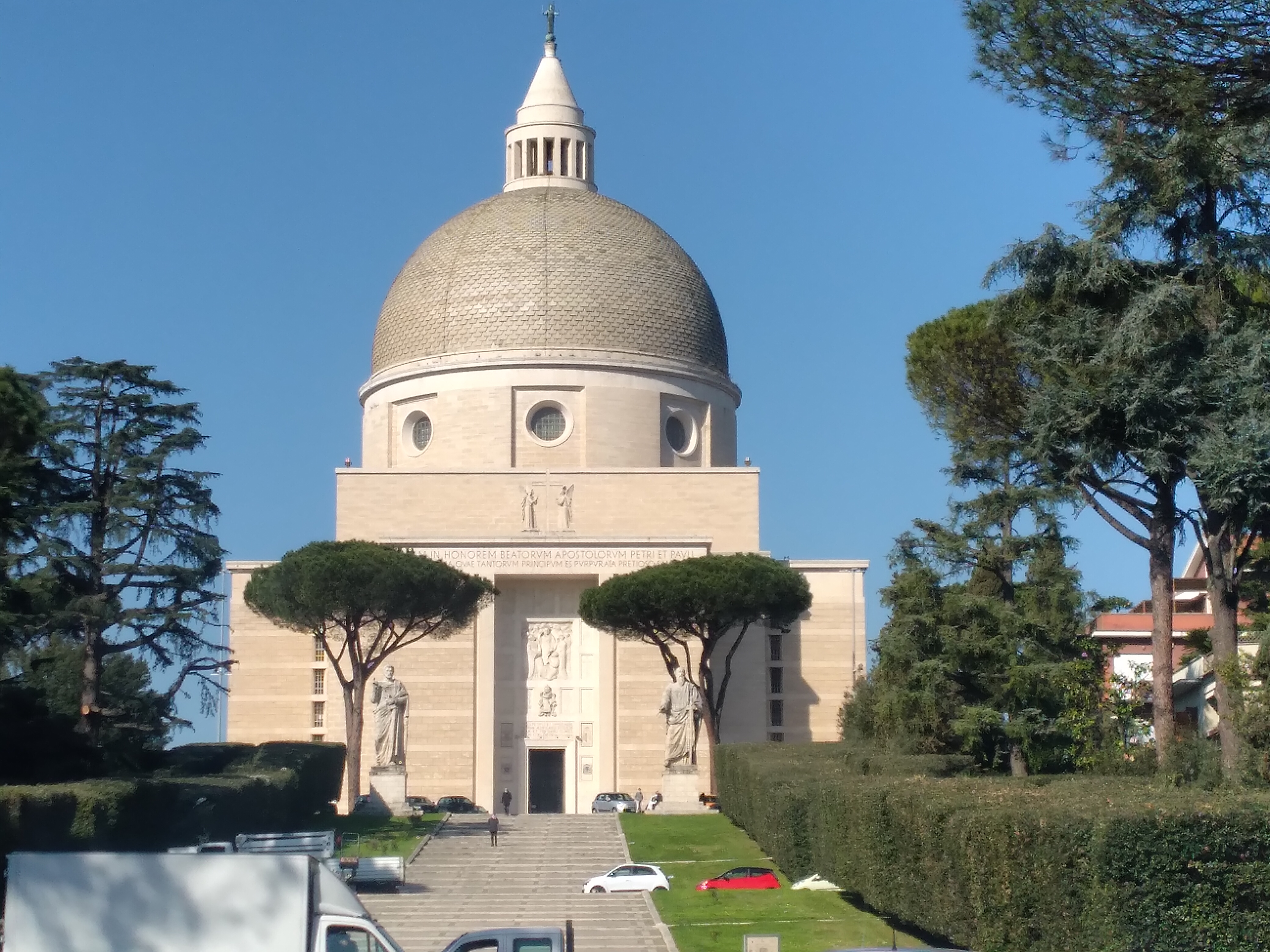
Basilica dei Santi Pietro e Paolo

Spätere Bauten:
- The Cloud, Kongresszentrum und Hotel von Massimiliano und Doriana Fuksas